# Національний парк Лулусар-Дудіпатсар

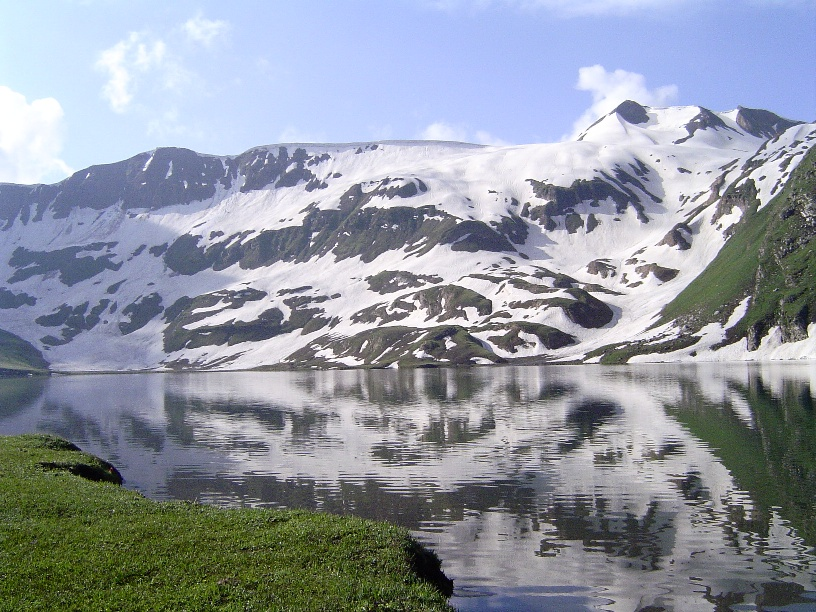
Ранкові роздуми на озері Дудіпатсар

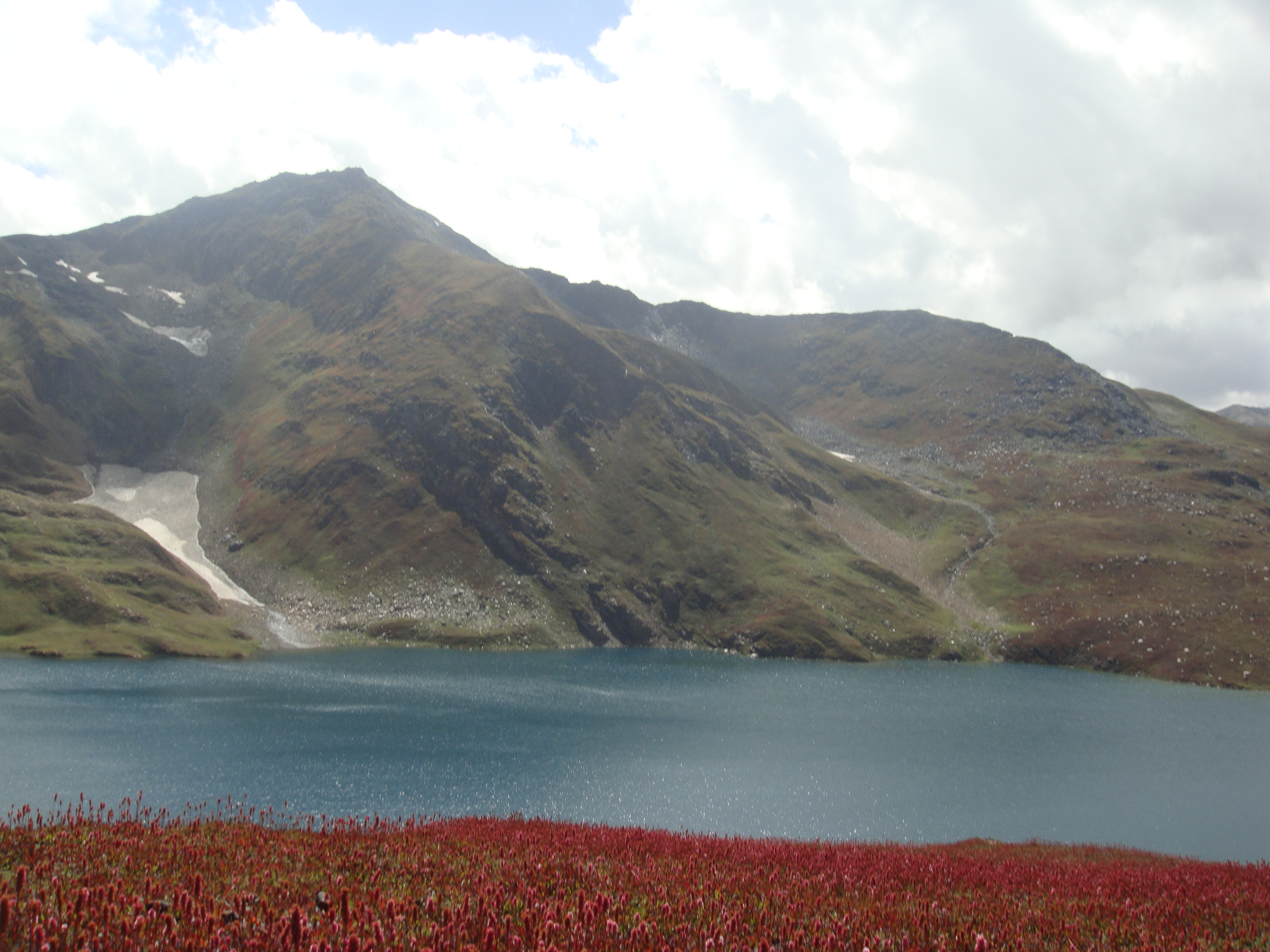
Дудіпатсар із червоними квітами

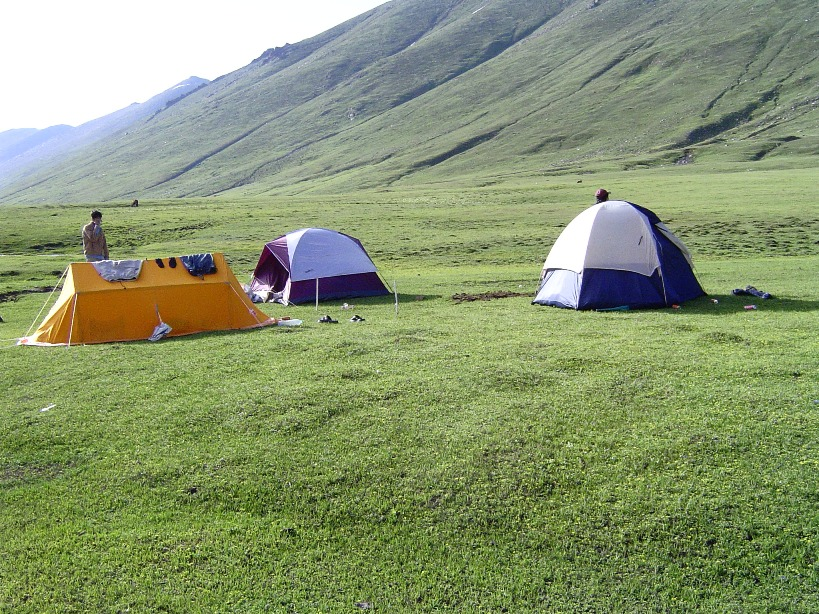
Табір біля озера в національному парку Лулусар-Дудіпатсар

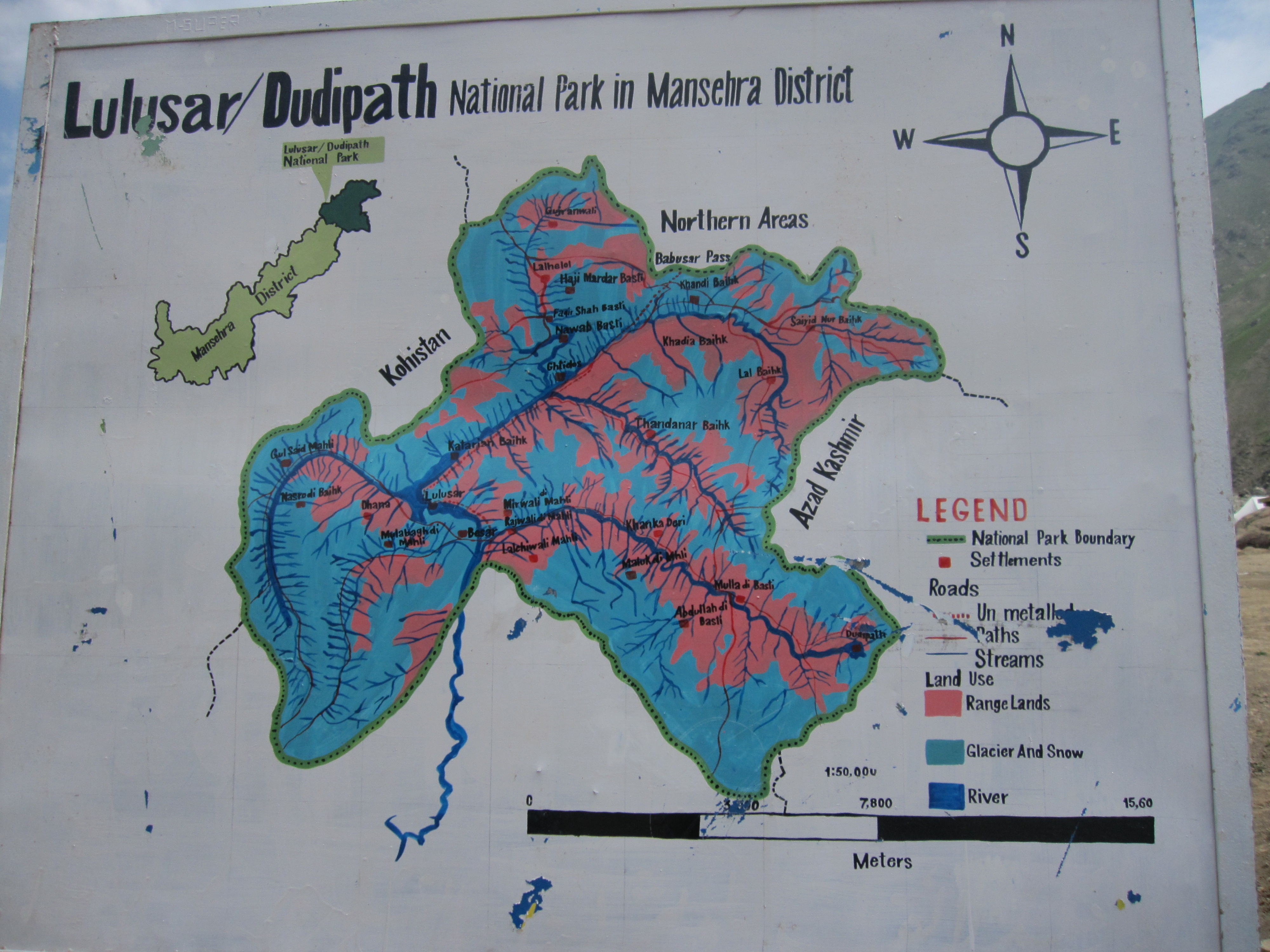
Карта національного парку Лулусар-Дудіпат

Національний парк Лулусар-Додіпат розташований у долині Каган у районі Мансехра в Хайбер-Пахтунхва, Пакистан. Парк створено у 2003 році. У парку розташовані озера Дудіпатсар і Лулусар, а також вершини.

## Флора і фауна
Флора становить дерева, чагарники, багаторічні рослини та трави субальпійських хвойних лісів Гімалаїв Західних Гімалаїв і альпійських екорегіонів Західних Гімалаїв і альпійських лугів. Деякі представники фауни парку: сніговий барс, чорний ведмідь, бабак, ласка, рись, леопард, гімалайський улар та снігова куріпка. Озера та водно-болотні угіддя парку мають важливе екологічне значення для місцевої фауни та мігруючих водоплавних птахів.

## Доступ
Дорога доступна для автомобілів і мотоциклів. Кашмірський землетрус у Північному Пакистані у 2005 році ускладнив доступ. Проте із 2006 року уряд Пакистану вжив заходів для відновлення туризму в долині Каган, включаючи реконструкцію та створення нових туристичних об'єктів та інфраструктури.

## Регіон
Національний парк Сайфул-Мулук з озером Сайфул-Мулук прилягає до національного парку Лулусар-Додіпат у регіоні долини Каган. Разом парки охороняють 88 000 гектарів (220 000 акрів).

## Озера
- Озеро Дудіпатсар — озеро Дудіпатсар або озеро Дудіпат — це озеро, оточене засніженими вершинами в національному парку Лулусар-Дудіпатсар. Озеро розташоване на крайній півночі долини Наран. Слово «дуді» означає білий, «пат» означає гори, а «сар» означає озеро. Таку назву озеро отримало через білий колір снігу на довколишніх вершинах. Влітку вода в озері відбивається, як дзеркало. Слово «сар» використовується для назви кожного озера в цьому районі, що перекладається як «озеро».
- Озеро Лулусар — це група гірських вершин і озеро в долині Наран у провінції Хайбер-Пахтунхва в Пакистані. Слово «сар» мовою пушту означає «гора» або «вершина». Найвища вершина має висоту 11 200 м футів (3410 м) над рівнем моря (N35.0804 E73.9266).

Озеро П'яла (Джалкад) Озеро П'яла — це озеро округлої форми, розташоване в Джалкханд, долина Каган, район Мансехра, Хайбер-Пахтунхва. Це льодовикове озеро розташоване на кордоні LDNP уздовж Джалкад Нулла. Це джерело прісної води та оточене сухим помірним поясом і вологим мусонним помірним поясом. Озеро П'яла є туристичною визначною пам'яткою завдяки своєму чашеподібному розташуванню на вершині гори та природному оточенню. Озеро розташоване на шляху до озера Лулусар із Нарану, приблизно за 40 кілометрів.

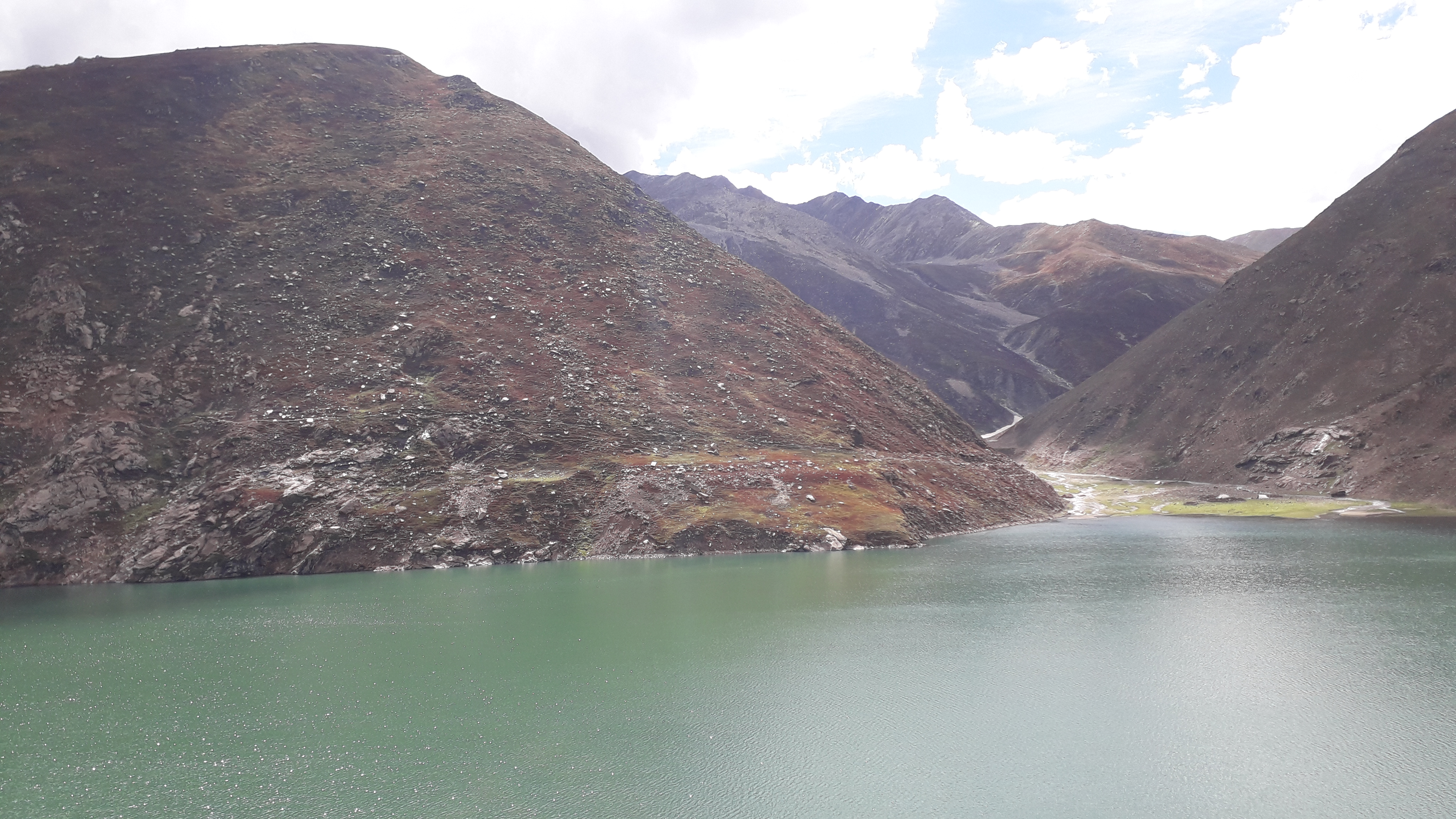
Озеро Лулусар у сонячний день.

Озеро Дохіан Малі Джалкад. Приблизно за 5 км від базового табору дороги Норі Топ, на початку Джалкад Малі, розташовані два озера, відомі як озера Дохіан Малі. Озера оточені Порбінаром з одного боку, Кутавай Нуллах із переднього боку та Джалкад Нуллах з іншого. Місцева назва цих озер — Дойі-Малі, і в околицях є два озера, одне менше, а інше трохи більше.
Озеро Сат Сарі Мала Назва «Сат Шрі Мала» стосується ланцюга із семи високогірних озер у LDNP, розташованих на висоті 3050 метрів у внутрішніх гірських хребтах Західних Гімалаїв. Назва походить від місцевої мови, де «Сат» означає сім, а «Шрі Мала» означає ланцюг озер, з'єднаних водоспадами. Озера Сат Сар Мала є рідкісним місцем для LDNP, п'ять із семи озер утворюють каскади. Озеро Сурхайл, розташоване на висоті 14 100 футів, є найвищим і найважливішим каскадним озером. Завдяки своєму віддаленому розташуванню регіон має помірну суху зону та вологу помірну зону мусонів, що надає відвідувачам різноманітну флору та фауну. Ці озера в основному відвідують мандрівники та шукачі пригод, які прагнуть дослідити приголомшливі льодовикові озера та величні гори. Похід до озер починається безпосередньо перед селом Гіттідас, розташованим між перевалом Джалхад і Бабусар. Доступ до озер обмежений коротким періодом між серпнем і вереснем, оскільки більшу частину року озера засніжені. 2.3.6 Озеро Дарахам-Сір Озеро Дарахам-Сір — льодовикове озеро, розташоване ліворуч від вершини Бабусар на висоті приблизно 4100 метрів у Західних Гімалаях на висоті 4058 метрів. Він розташований у долині Каган у провінції Хайбер-Пахтунхва в Пакистані. До озера можна дістатися по дорозі з озера Лулусар, і воно є ідеальним середовищем для розведення форелі. Воно оточене сухим помірним поясом і вологим мусонним помірним поясом. Під час подорожі на схід від Чіласа по Каракорумському шосе озеро Дарахам-Сір розташоване поблизу більшого озера Самбаксар і Ганай-Галі. Озеро Дхарамсар розташоване в безпосередній близькості від кордону Хайбер-Пахтунхва і Азад Джамму і Кашмір, на південь від точки, де сходяться три регіони Хайбер-Пахтунхва, Азад Кашмір і Гілгіт-Балтістан.
Озеро Самбак Сір Розташоване у внутрішніх гірських хребтах Західних Гімалаїв, це приголомшливе льодовикове озеро, розташоване на висоті 3300 метрів. До озера можна дістатися пішки від озера Лулусар, яке відоме своїми місцями розведення форелі. Воно оточене сухим помірним поясом і вологим мусонним помірним поясом. Назва озера «Самбаксар» походить із місцевої мови і означає «стіна», що цілком доречно, оскільки воно розташоване поруч зі схожою на стіну спорудою на такій великій висоті. Щоб відвідати це озеро, потрібно вирушити за Наран у долину Каган. Подорож починається з Базеля, з невеликим відхиленням від відомого маршруту до озера Дудіпатсар, що веде до озер Самабсар і Дхарамсар. Озеро Самбаксар більше за озеро Дхарамсар, і навіть у серпні/вересні вода в озері не тане повністю.

## Галерея

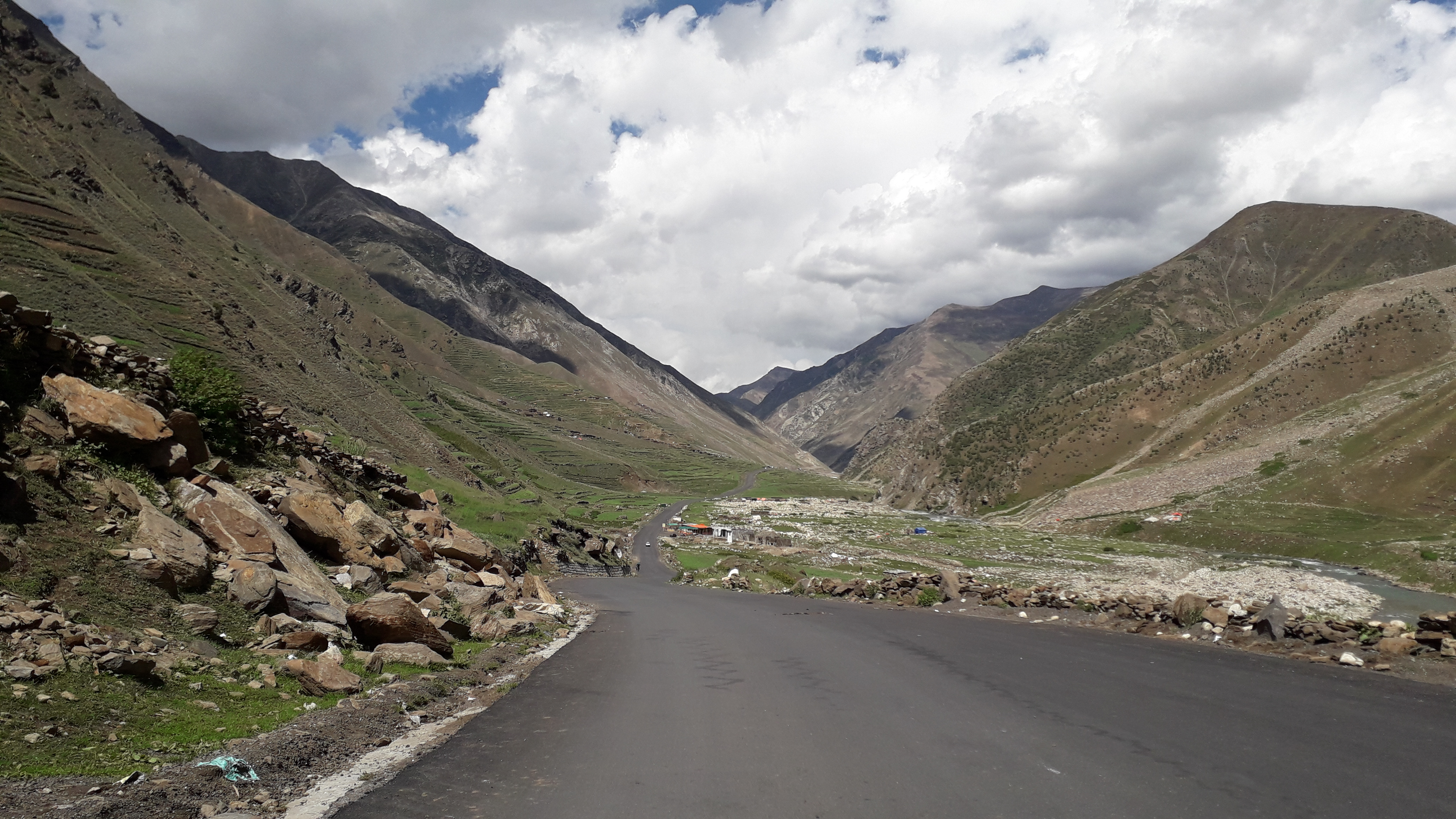
Національний парк Лулусар і Дудіпатсар
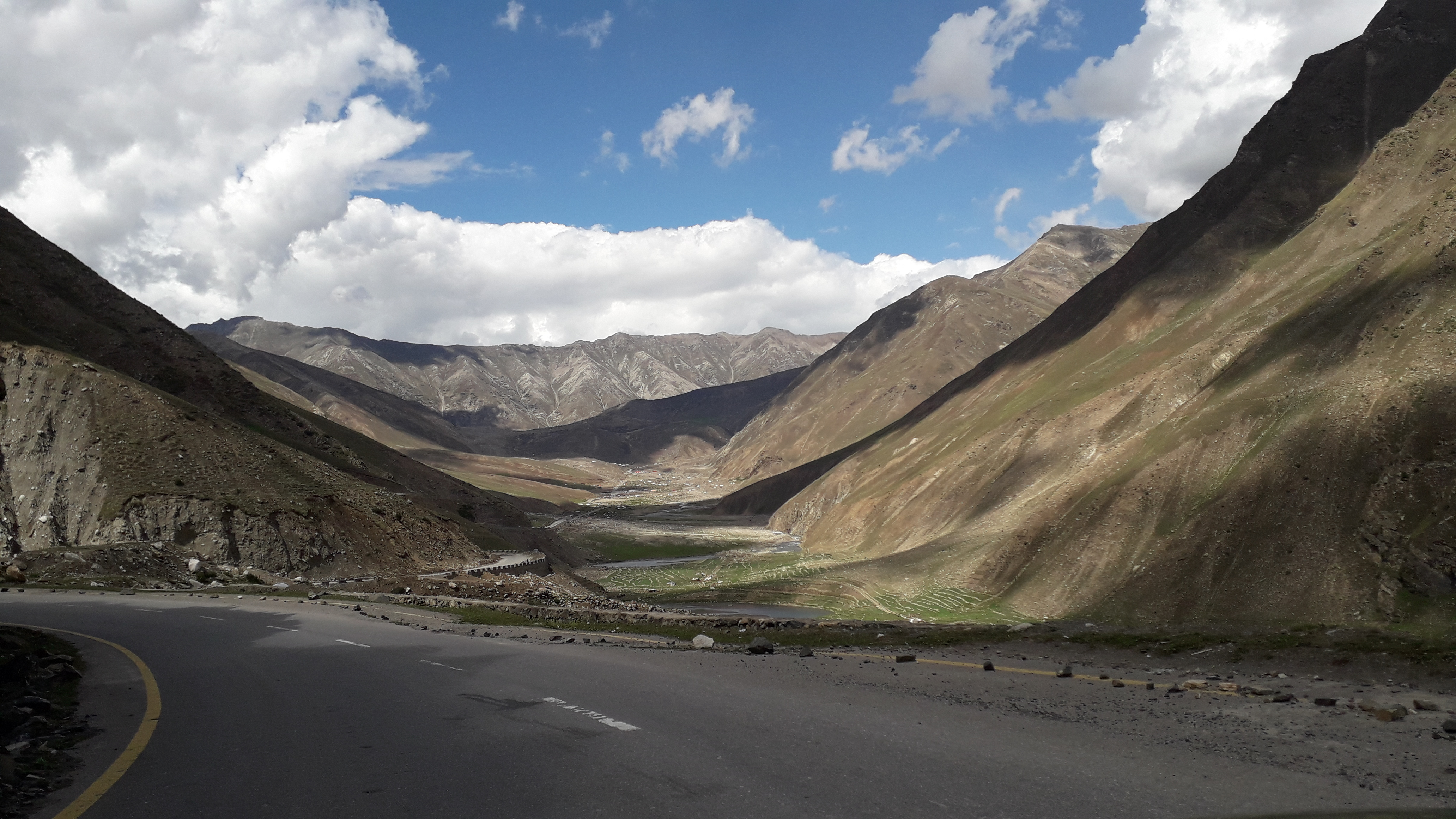
Національний парк Лулусар і Дудіпатсар
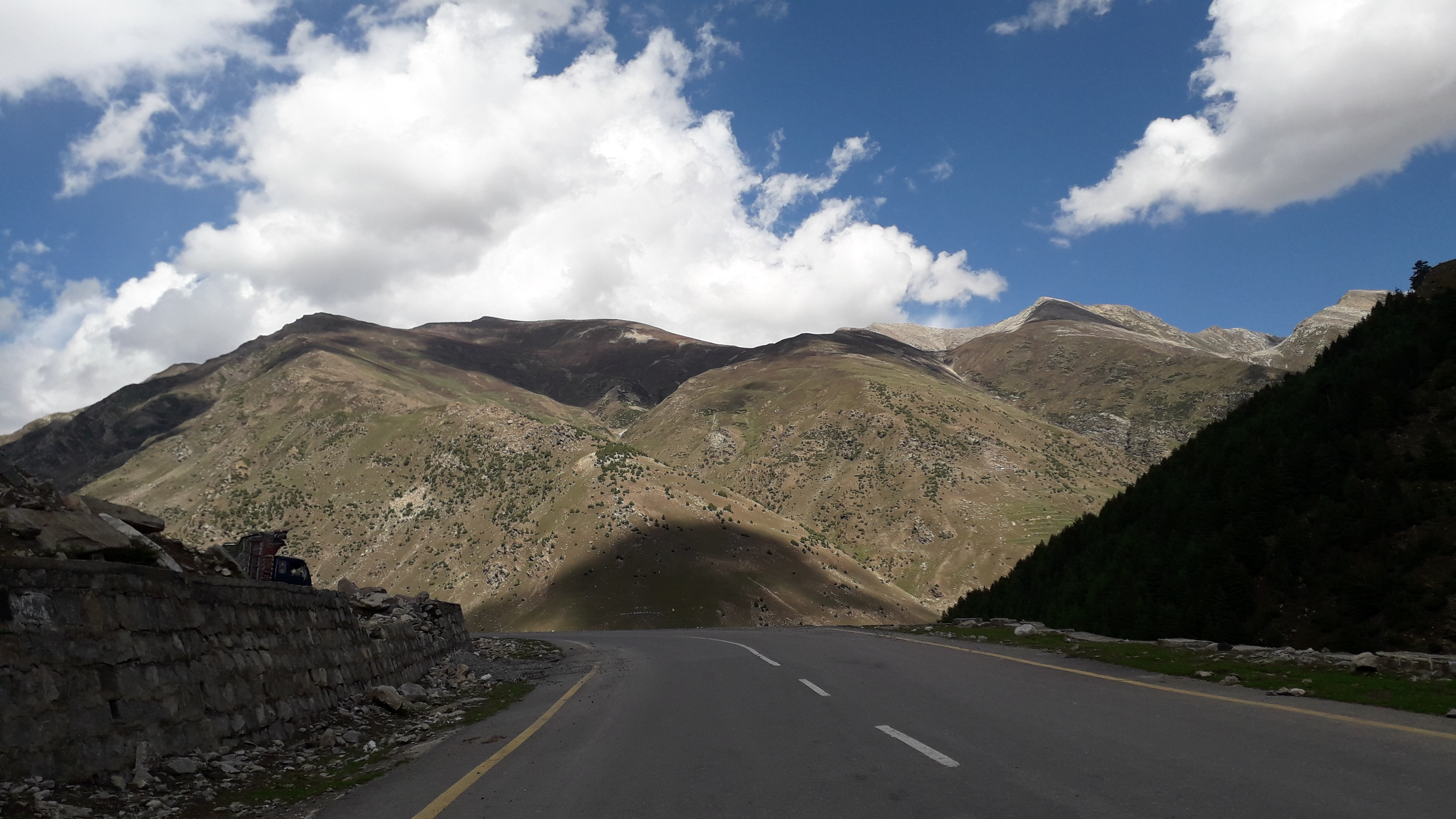
Національний парк Лулусар і Дудіпатсар
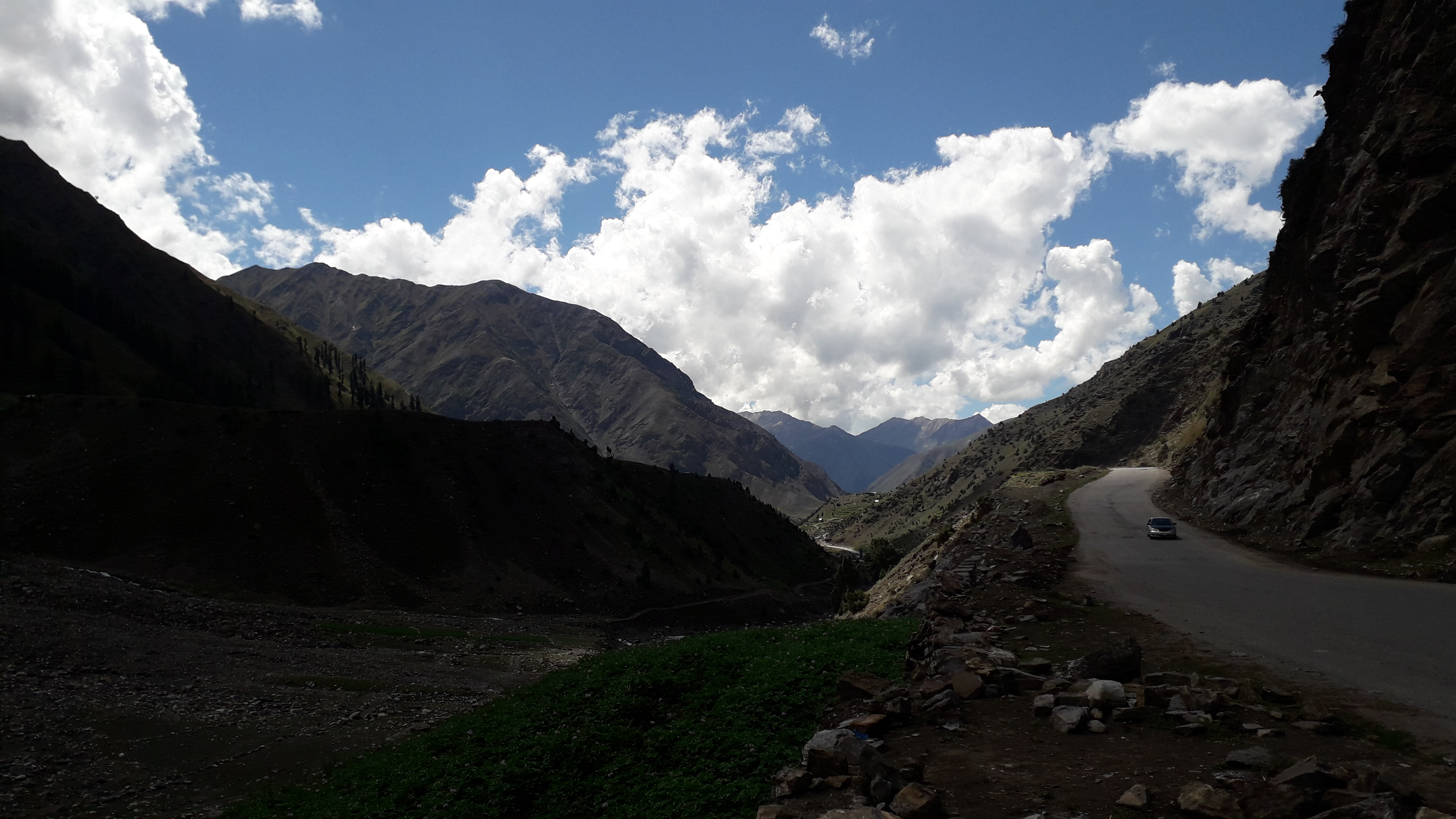
Національний парк Лулусар і Дудіпатсар
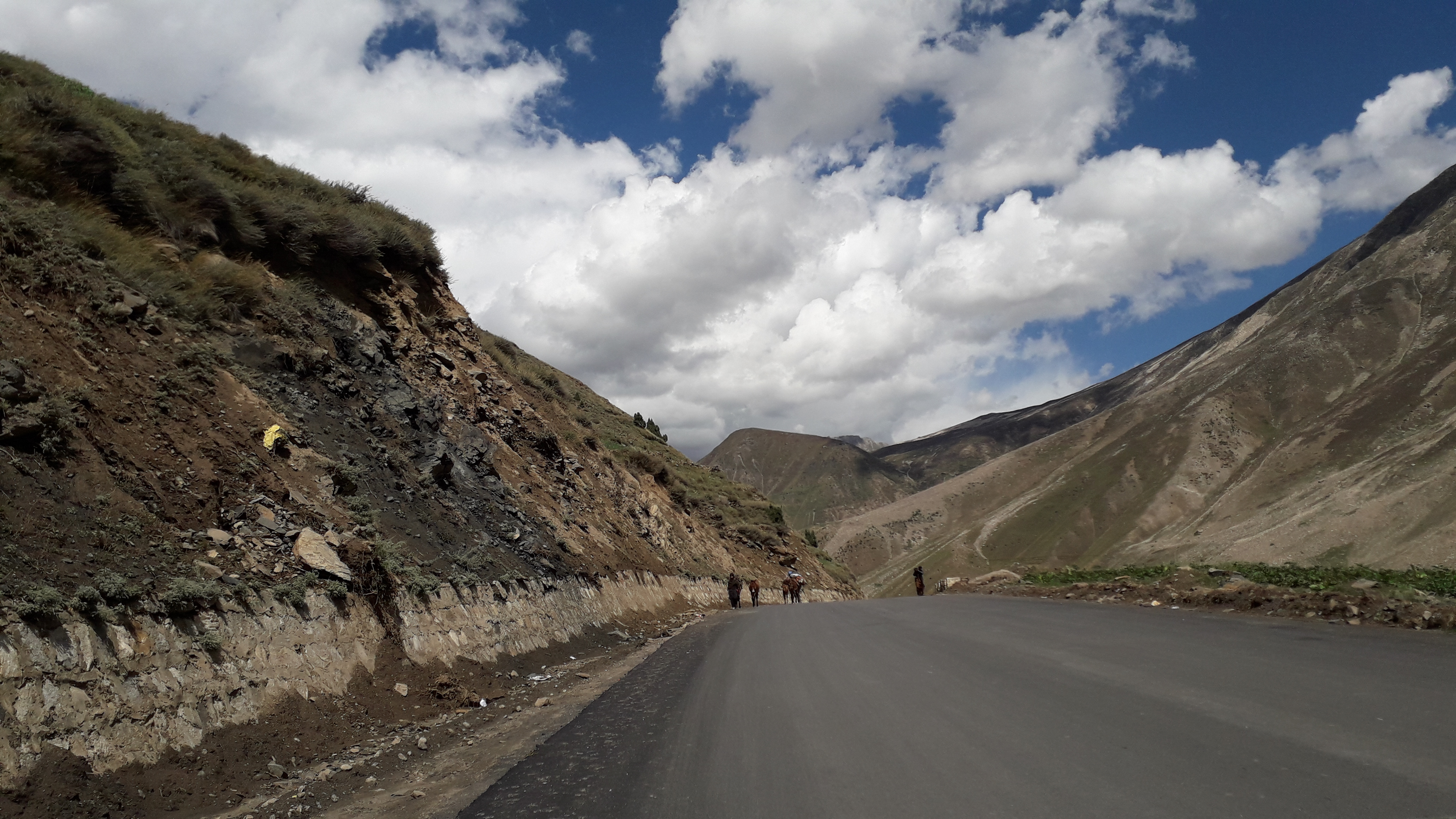
Національний парк Лулусар і Дудіпатсар
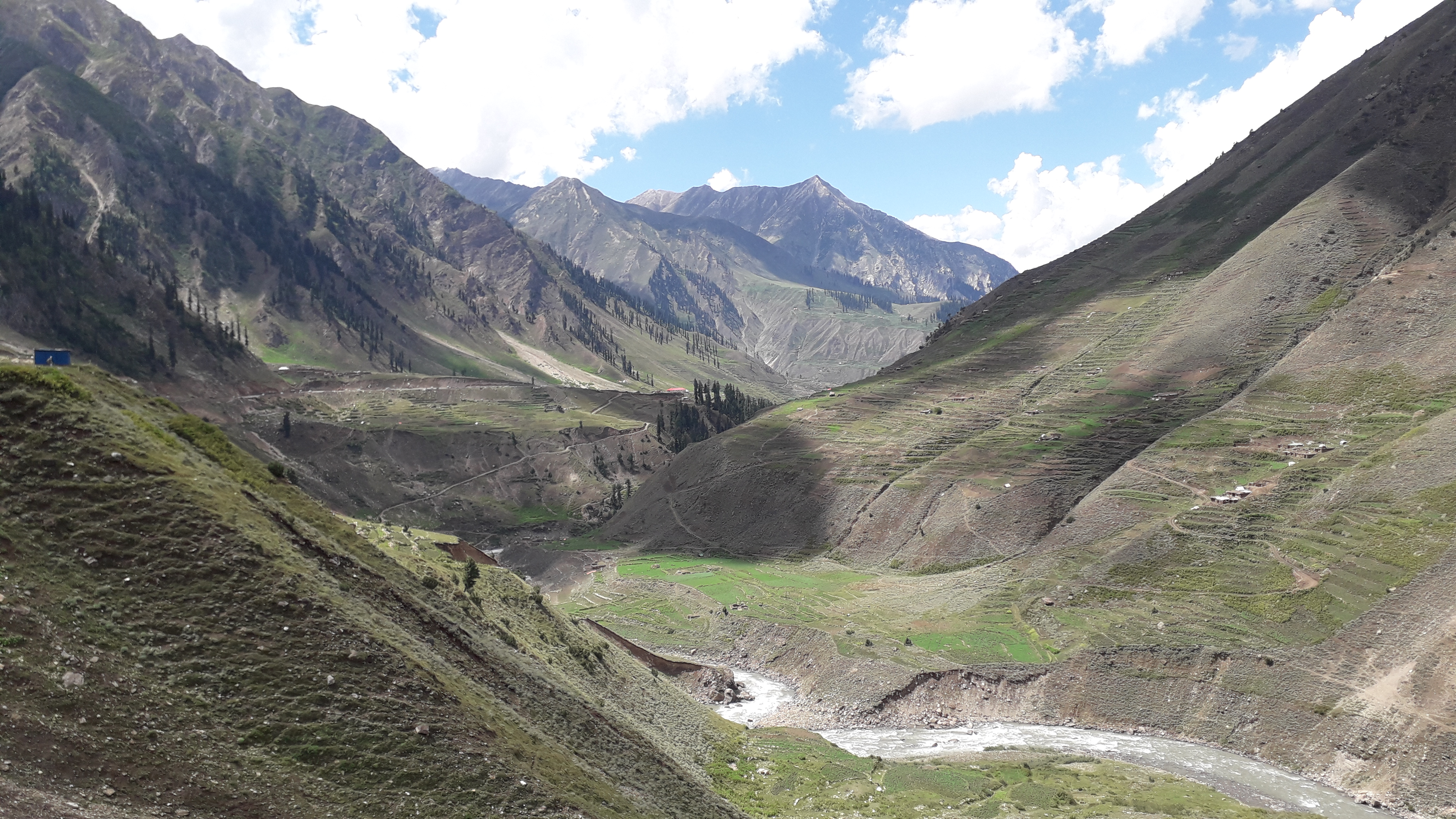
Національний парк Лулусар і Дудіпатсар
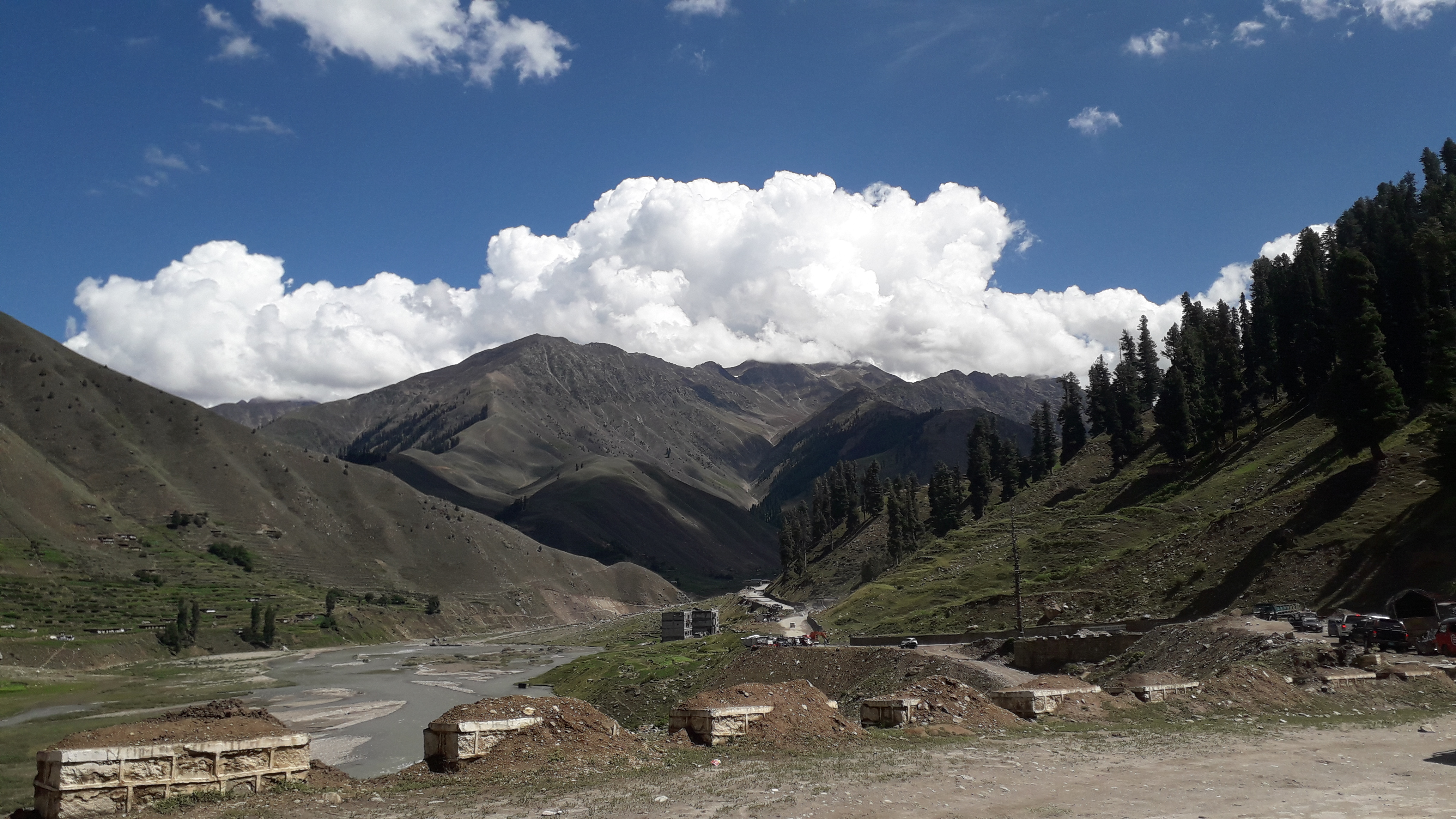
Національний парк Лулусар і Дудіпатсар
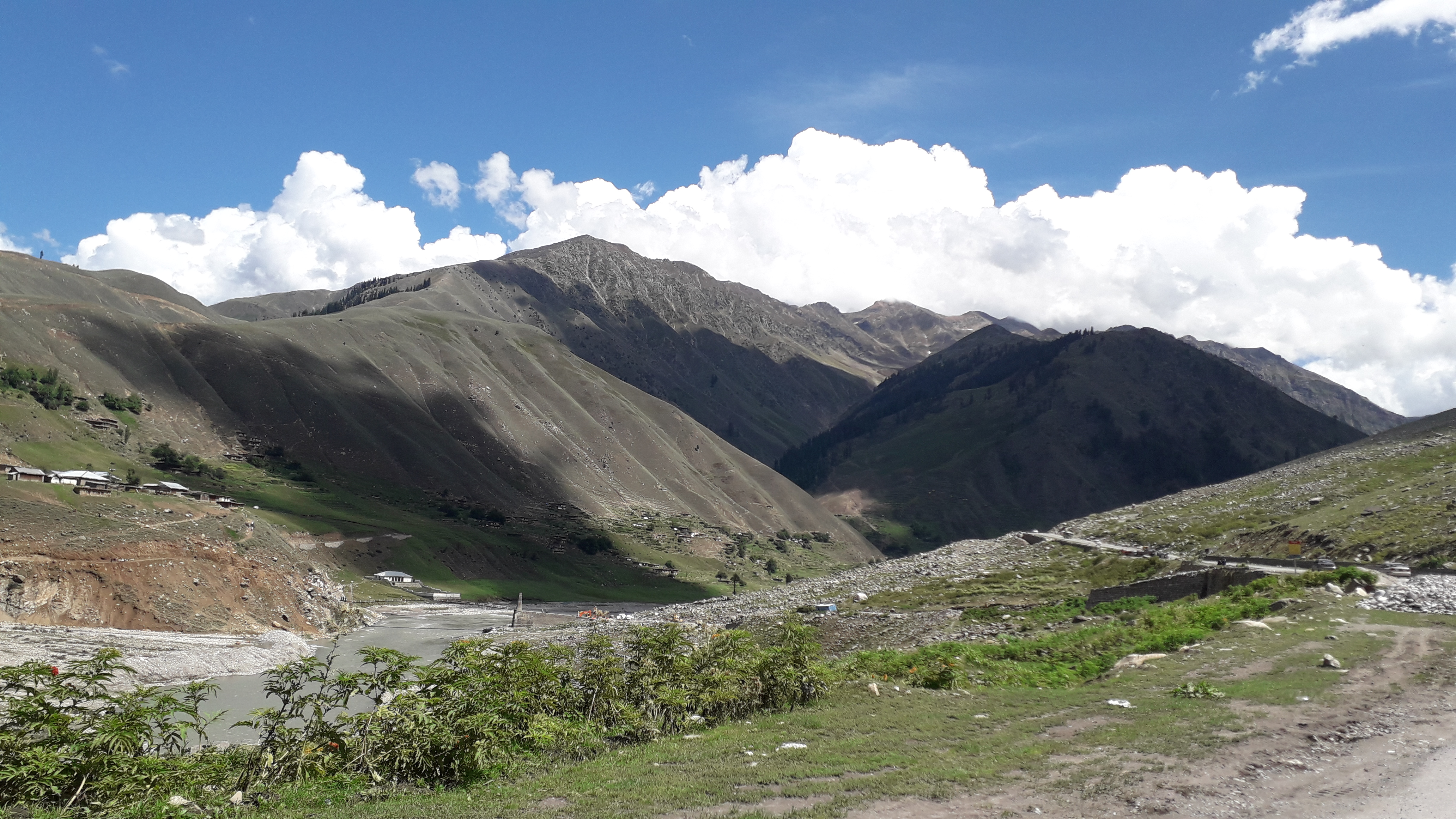
Національний парк Лулусар і Дудіпатсар
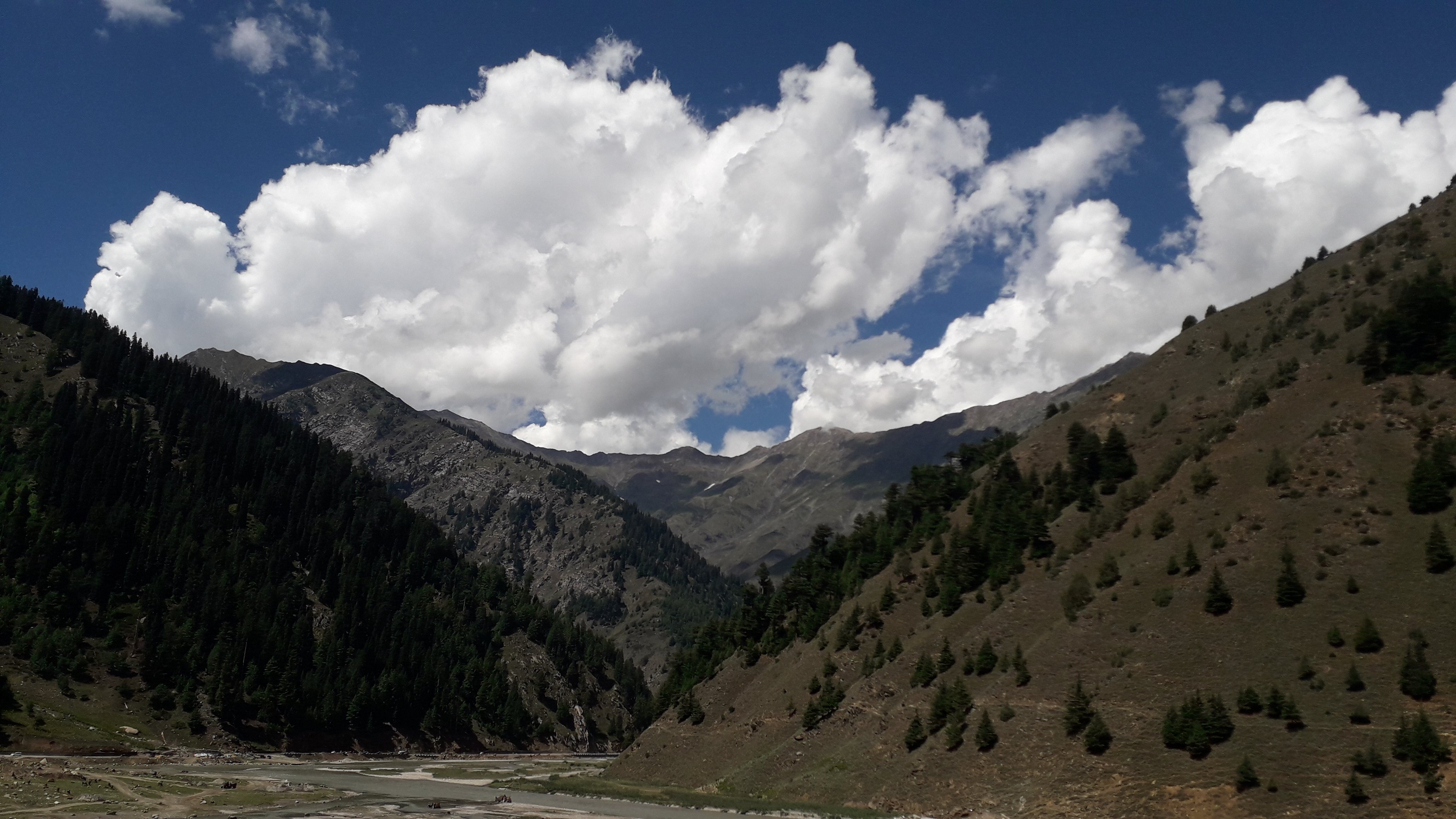
Національний парк Лулусар і Дудіпатсар
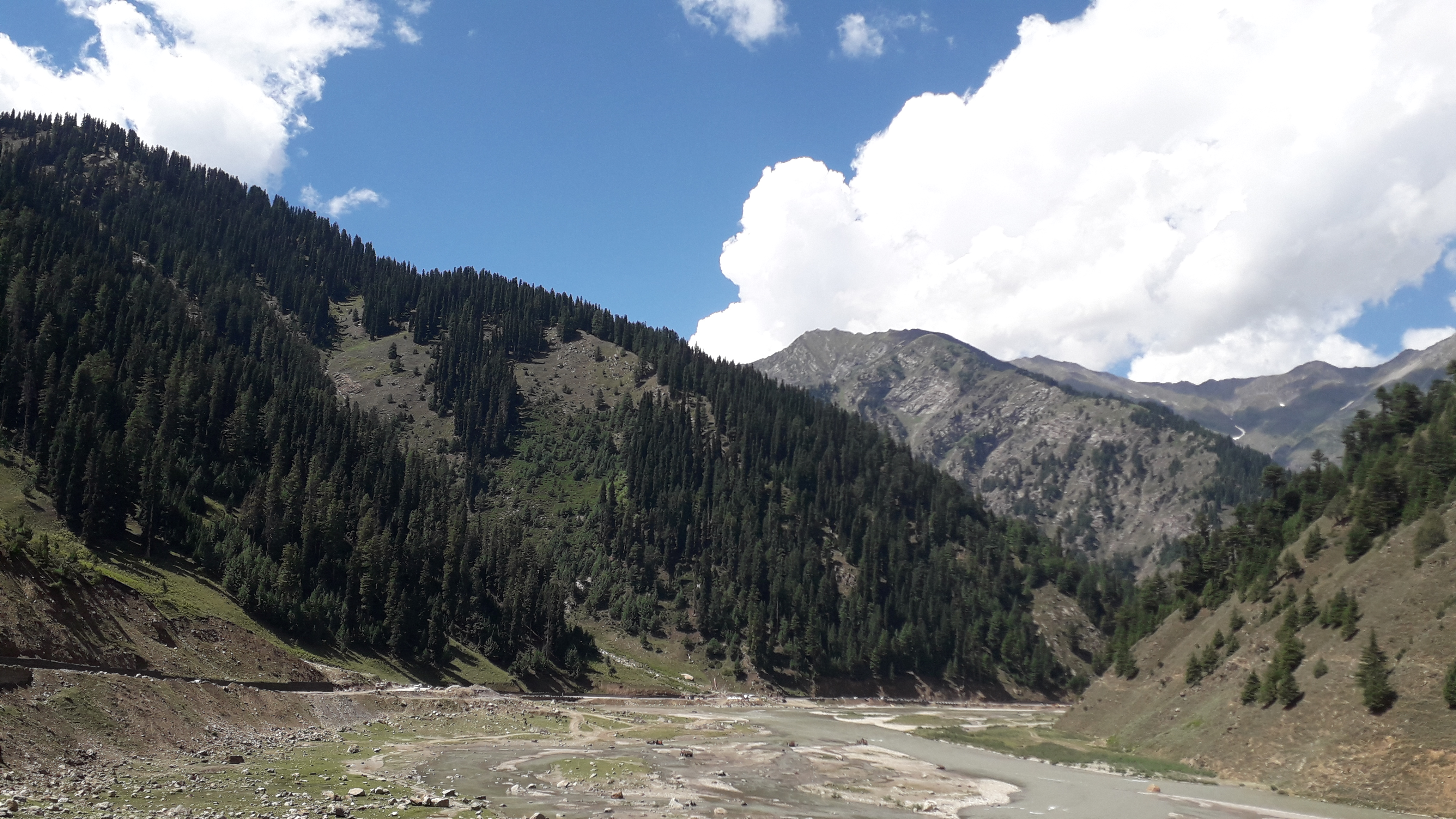
Національний парк Лулусар і Дудіпатсар
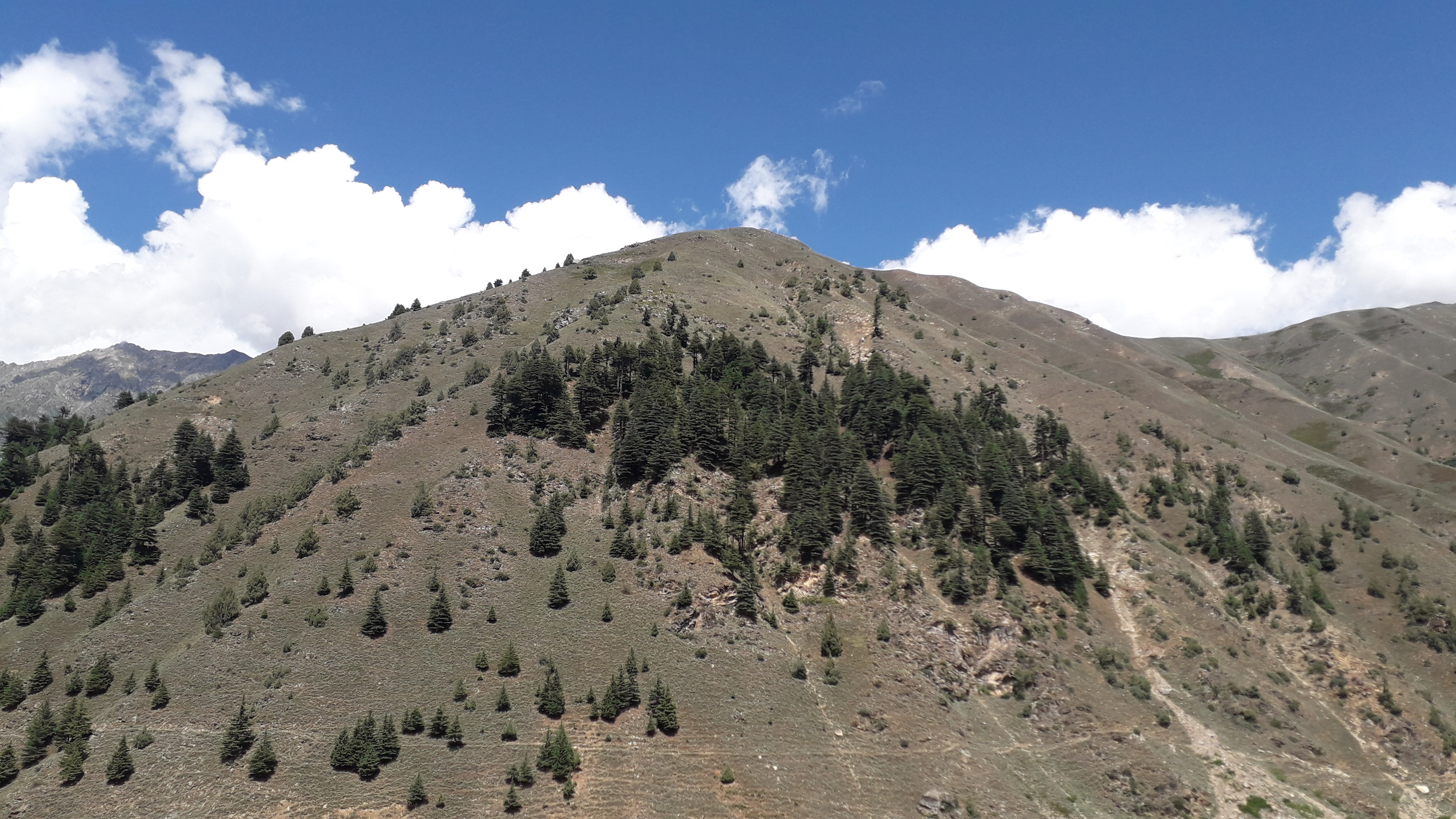
Національний парк Лулусар і Дудіпатсар